# بوب هيل (لاعب كرة قدم أمريكية)
بوب هيل (بالإنجليزية: Bob Hill)‏ هو لاعب كرة قدم أمريكية أمريكي، ولد في 1891 في Smethport, Pennsylvania ‏ في الولايات المتحدة، وتوفي في 28 ديسمبر 1942 في نياجارا فولز في الولايات المتحدة.

## وصلات خارجية
- بوب هيل على موقع مرجع كرة القدم المحترفة.كوم (الإنجليزية)